# Museo de la Cultura Filistea
Museo de la Cultura Filistea (המוזיאון לתרבות הפלשתים ע"ש קורין ממן - Corinne Mamane Museum of Philistine Culture) es un museo arqueológico localizado en Asdod, Israel. Es el único museo en el mundo dedicado a la cultura de filisteos, que vivieron en el área alrededor de la ciudad. Fue el primer museo que se abrió en Asdod en 1990.
El museo se haya dedicado a la memoria de Corinne Mamane, una estudiante judía nacida en Casablanca, Marruecos, que murió en 1984 en un accidente de coche en Francia durante sus estudios universitarios.
El museo cuenta con tres plantas. La primera alberga una exposición de la cultura filistea, la segunda se dedica exposiciones temporales, y la tercera está dedicada a la "cocina filistea", una exploración de la cultura alimentaria del mar Egeo.

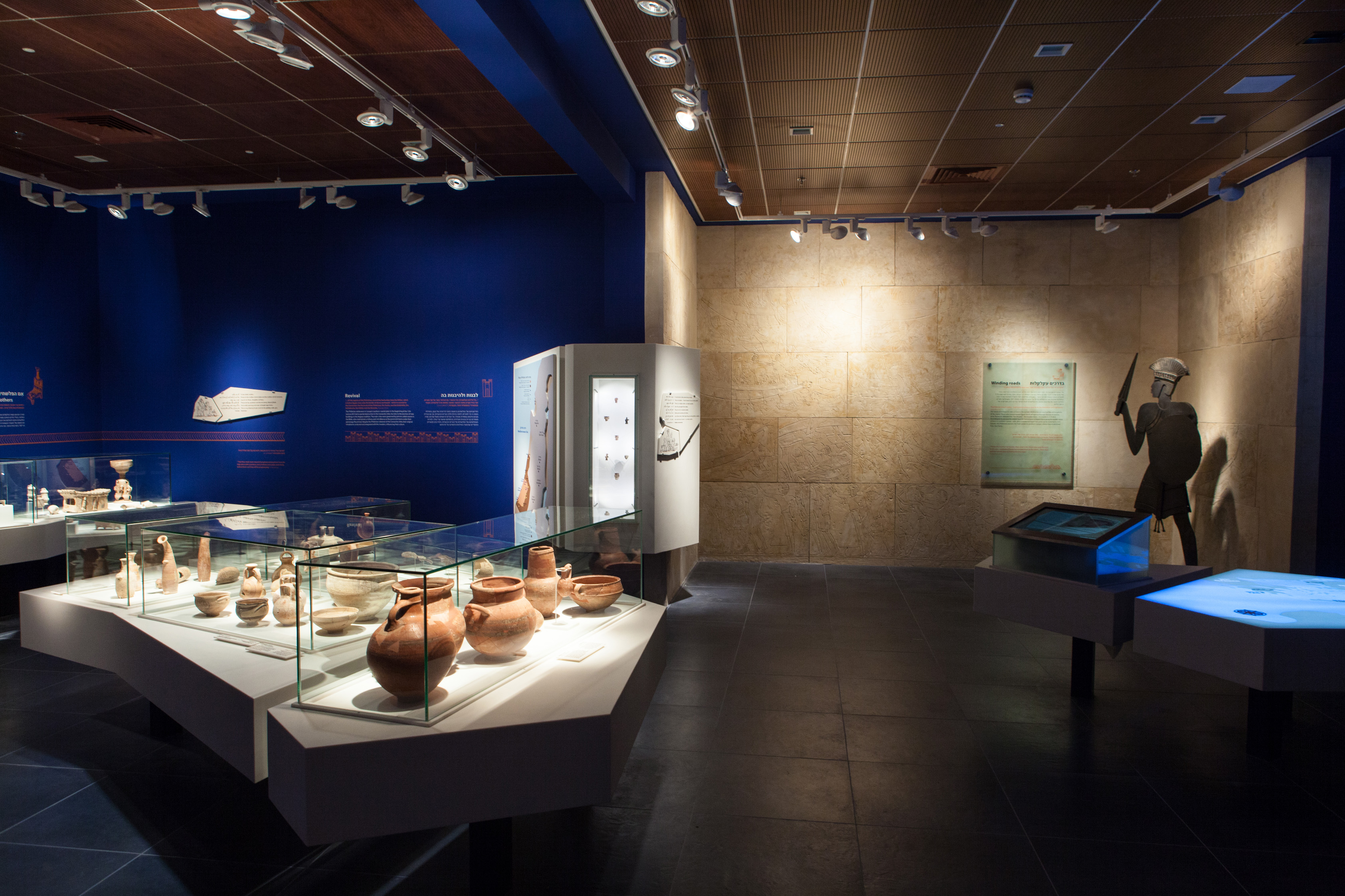
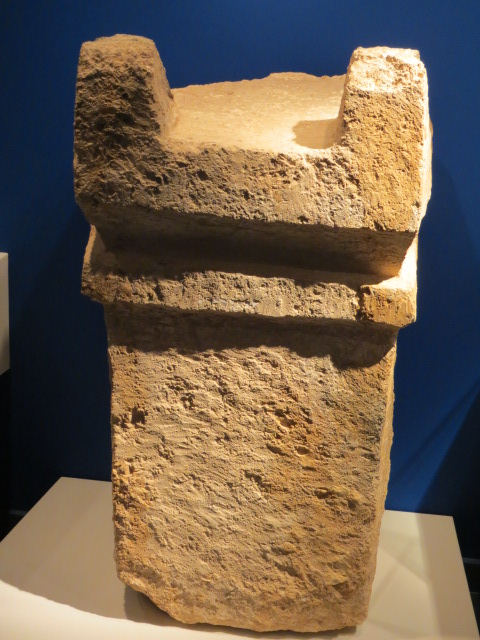
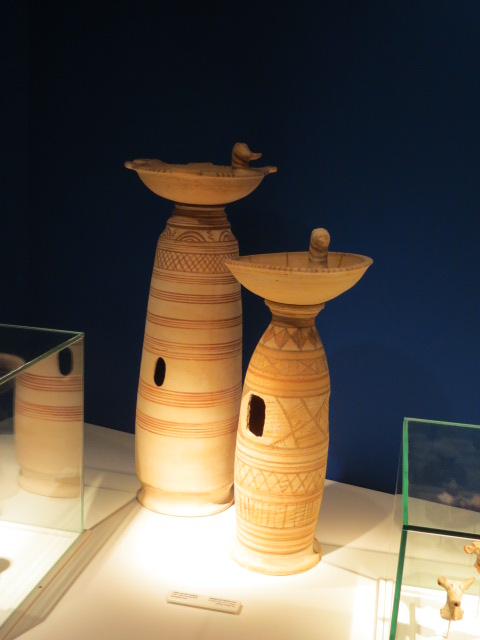
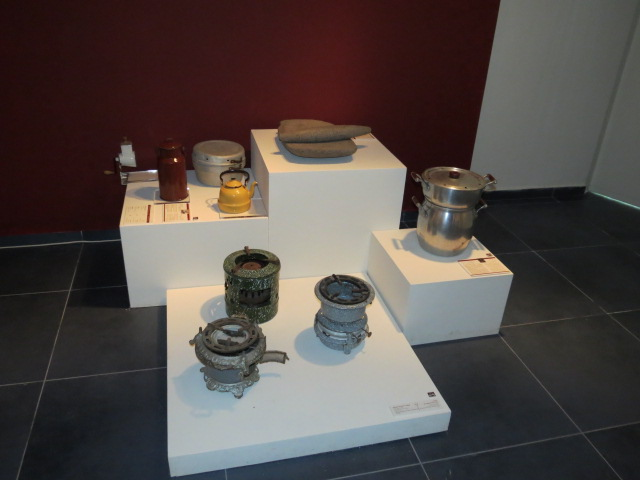